# Хоризонт: Американска сага
„Хоризонт: Американска сага“ (на английски: Horizon: An American Saga) е филмова поредица, съдържаща четири планирани американски епични уестърн филма с участието и режисурата на Кевин Костнър. Сюжетът се развива в Американската гражданска война.

## Филми
| Заглавие                            | Премиера          | Режисьор      | Сценарий                   | Сюжет                                   | Продуцент(и)                                  |
| ----------------------------------- | ----------------- | ------------- | -------------------------- | --------------------------------------- | --------------------------------------------- |
| Хоризонт: Американска сага – Част 1 | 28 юни 2024 г.    | Кевин Костнър | Джон Беърд и Кевин Костнър | Джон Беърд, Кевин Костнър и Марк Касдан | Кевин Костнър, Хауърд Каплан and Марк Джилярд |
| Хоризонт: Американска сага – Част 2 | 16 август 2024 г. | Кевин Костнър | Джон Беърд и Кевин Костнър | Джон Беърд, Кевин Костнър и Марк Касдан | Кевин Костнър, Хауърд Каплан and Марк Джилярд |
| Хоризонт: Американска сага – Част 3 | TBA               | Кевин Костнър | Джон Беърд и Кевин Костнър | Джон Беърд, Кевин Костнър и Марк Касдан | Кевин Костнър, Хауърд Каплан and Марк Джилярд |
| Хоризонт: Американска сага – Част 4 | TBA               | Кевин Костнър | Джон Беърд и Кевин Костнър | Джон Беърд, Кевин Костнър и Марк Касдан | Кевин Костнър, Хауърд Каплан and Марк Джилярд |

### Хоризонт: Американска сага – Част 1 (2024)
Проектът е съвместно предприятие между „Теритъри Пикчърс“, „Уорнър Брос Пикчърс“ и „Ню Лайн Синема“.
През октомври 2023 г. официалното заглавие е обявено като „Хоризонт: Американска сага – Част 1“.

## Допълнително производство
| Филм                                | Екип/Детайл | Екип/Детайл      | Екип/Детайл | Екип/Детайл                                              | Екип/Детайл               | Екип/Детайл       | Екип/Детайл |
| Филм                                | Композитор  | Оператор         | Монтаж      | Производствена компания                                  | Разпространяващи компании | Времетраене       |             |
| ----------------------------------- | ----------- | ---------------- | ----------- | -------------------------------------------------------- | ------------------------- | ----------------- | ----------- |
| Хоризонт: Американска сага – Част 1 | Джон Дебни  | Джей Майкъл Муро | Миклос Райт | Уорнър Брос Пикчърс, Ню Лайн Синема, Теритъри Продъкшънс | Уорнър Брос Пикчърс       | 3 часа и 1 минута |             |
| Хоризонт: Американска сага – Част 2 | Джон Дебни  | Джей Майкъл Муро | Миклос Райт | Уорнър Брос Пикчърс, Ню Лайн Синема, Теритъри Продъкшънс | Уорнър Брос Пикчърс       | TBA               |             |
| Хоризонт: Американска сага – Част 3 | TBA         | TBA              | TBA         | Уорнър Брос Пикчърс, Ню Лайн Синема, Теритъри Продъкшънс | Уорнър Брос Пикчърс       | TBA               |             |
| Хоризонт: Американска сага – Част 4 | TBA         | TBA              | TBA         | Уорнър Брос Пикчърс, Ню Лайн Синема, Теритъри Продъкшънс | Уорнър Брос Пикчърс       | TBA               |             |